# Docosia cephaloniae
Docosia cephaloniae är en tvåvingeart som beskrevs av Chandler 2006. Docosia cephaloniae ingår i släktet Docosia och familjen svampmyggor.
Artens utbredningsområde är Grekland. Inga underarter finns listade i Catalogue of Life.